# Snäckörarna
Snäckörarna är öar nära Husskär i Nagu,  Finland. De ligger i Skärgårdshavet i Pargas stad i landskapet Egentliga Finland, i den sydvästra delen av landet. Öarna ligger omkring 2 kilometer sydväst om Husskär, 27 kilometer söder om Nagu kyrka, 56 kilometer söder om Åbo och omkring 160 kilometer väster om Helsingfors. Närmaste allmänna förbindelse är förbindelsebryggan vid Knivskär som trafikeras av M/S Nordep. Snäckörarna ligger 5 meter över havet.
Arean för den av öarna koordinaterna pekar på är 1,4 hektar och dess största längd är 230 meter i öst-västlig riktning. Det finns inga samhällen i närheten.